# Conocephalus dorsalis
Conocéphale des roseaux
Espèce
Conocephalus dorsalis, le conocéphale des roseaux, est une espèce d'insectes orthoptères de la famille des Tettigoniidae et de la sous-famille des Conocephalinae.

## Dénominations
Conocephalus dorsalis a été nommé par Latreille en 1804.
Synonyme : Xiphidium dorsale (Latreille, 1804).
Nom vernaculaire : conocéphale (étymologie : « tête conique ») des roseaux.

## Distribution

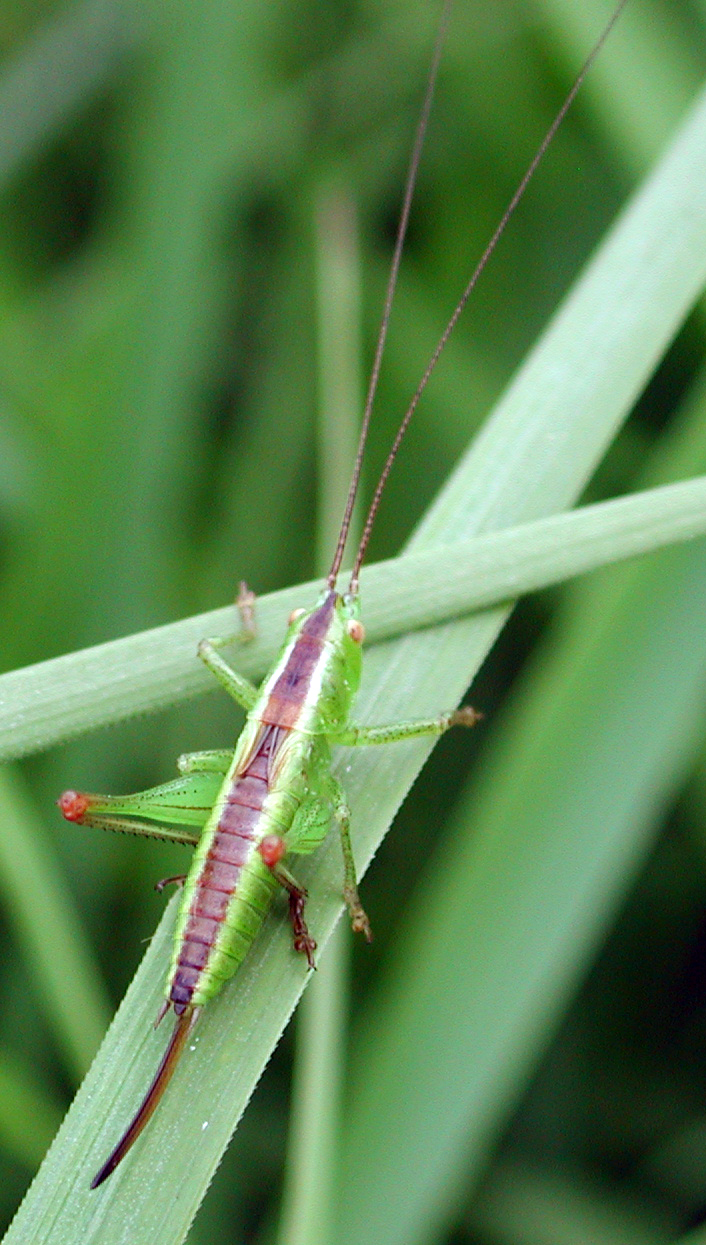
Conocephalus dorsalis - femelle adulte.

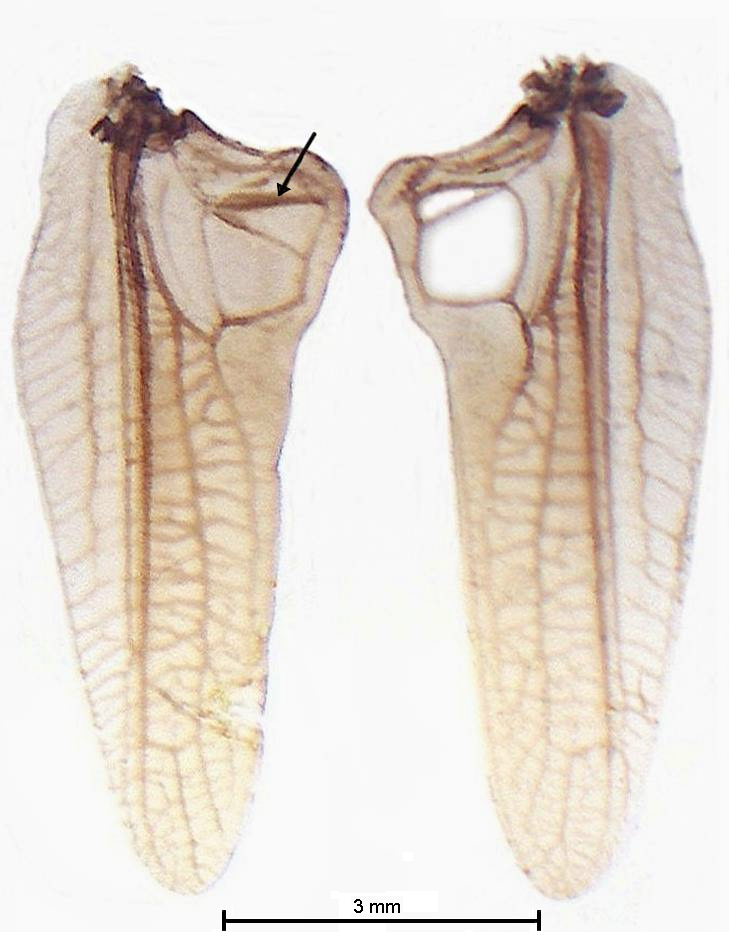
Ailes avant (gauche et droite) d'un adulte mâle. La flèche montre la « barre stridulente, » plus pigmentée.

Cette espèce est en régression, mais elle était autrefois répandue dans toute l'Europe occidentale, plus abondante dans les régions du nord.

## Écologie
Cette espèce a des exigences sur le plan de la qualité d'habitats (bon état écologique), mais aussi dans le domaine des corridors biologiques, ce pour quoi elle a été retenue comme espèce indicatrice pour l'évaluation de la cohérence écologique de la trame verte et bleue française. 
Il a été montré que les opérations de transfert de haies pouvaient localement contribuer à la diffusion d'individus/propagules . 

## Description
Cette sauterelle, de couleur vert pâle, très mimétique, a le corps long de 12 à 18 mm, ressemble à l'espèce voisine, Conocephalus fuscus, mais les élytres sont courts dans les deux sexes et les ailes vestigiales.

L'oviscapte de la femelle est recourbé et plus court (8 à 11 mm).
Les deux cerques du mâle portent vers leur extrémité, chacun une dent latérale interne plus longue.

## Habitat

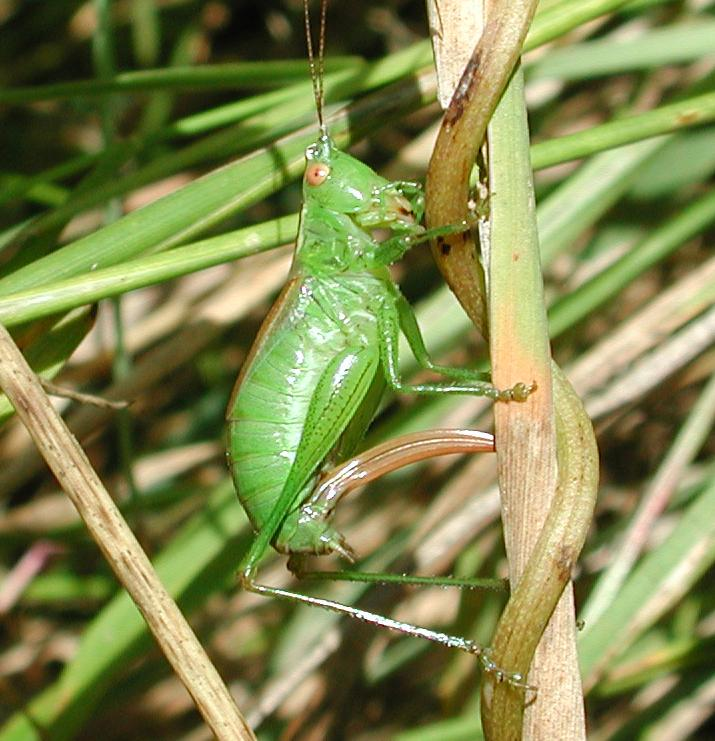
Conocephalus dorsalis - femelle occupée à pondre.

Le conocéphale des roseaux affectionne la végétation (herbacée et buissonnante) des lieux humides : marais, bords des cours d'eau, prairies humides, etc. ; 

## Espèce menacée?
Elle est en déclin en Europe : la dégradation des zones humides la rend vulnérable. 

## Comportement
Plus actif de jour que de nuit, ce conocéphale grâce à ses couleurs et motifs se dissimule facilement dans la végétation, l'adulte de juillet à octobre.
D'après M. Chinery (op cit), le chant du mâle ressemble « au son produit par une lame qu'on aiguise sur une meule, quand on augmente et relâche la pression exercée sur cette lame » (deux motifs alternés donc).
La femelle pond dans les tiges des végétaux après y avoir éventuellement ouvert une brèche avec ses mandibules.